# Station Starbeck
Starbeck is een spoorwegstation van National Rail in Starbeck, Harrogate in Engeland. Het station is eigendom van Network Rail en wordt beheerd door Northern Rail. Het station is geopend in 1848.